# دیوید فیلیپس
دیوید فیلیپس (انگلیسی: David Phillips؛ زادهٔ ۳ دسامبر ۱۹۳۹) شیمیدان اهل بریتانیاست که زمینه تخصصی وی فوتوشیمی می‌باشد. او بین سال‌های ۲۰۱۰ تا ۲۰۱۲ رئیس انجمن سلطنتی شیمی بریتانیا بوده است.